# Boucles de la Mayenne
Les Boucles de la Mayenne Crédit Mutuel sont une course cycliste par étapes française disputée dans le département de la Mayenne. Créées en 1975, elles ont fait partie de l'UCI Europe Tour à partir de 2005, en catégorie 2.2. En 2014, la course bénéficie d'une accréditation 2.1 de la part de l'UCI, permettant notamment aux équipes Pro Tour de participer. Depuis 2020, elle intègre l'UCI ProSeries, le deuxième niveau du cyclisme international. Néanmoins, cette édition, initialement prévue du 28 au 31 mai, est annulée en raison de la pandémie de Covid-19.

## Palmarès
| Année | Vainqueur             | Deuxième               | Troisième              |
| ----- | --------------------- | ---------------------- | ---------------------- |
| 1975  | Alain Meslet          | Patrice Testier        |                        |
| 1976  | Patrice Testier       |                        |                        |
| 1977  | Patrick Guay          |                        | Serge Coquelin         |
| 1978  | Marc Gomez            |                        |                        |
| 1979  | Marc Madiot           |                        |                        |
| 1980  | Serge Coquelin        | Jean-Luc Moreul        |                        |
| 1981  | René Tremblay         | Philippe Tranvaux      | Alain Bizet            |
| 1982  | Serge Coquelin        | Philippe Tranvaux      |                        |
| 1983  | Hubert Graignic       |                        |                        |
| 1984  | Serge Coquelin        |                        | François Lemarchand    |
| 1985  | Zbigniew Krasniak     |                        |                        |
| 1986  | Gaëtan Leray          |                        | Dominique Le Bon       |
| 1987  | Philippe Dalibard     |                        |                        |
| 1988  | Laurent Bezault       |                        | Pierre-Henri Menthéour |
| 1989  | Philippe Dalibard     | Pascal Churin          |                        |
| 1990  | Jean-Cyril Robin      |                        |                        |
| 1991  | Pascal Basset         |                        | Philippe Dalibard      |
| 1992  | Pascal Hervé          | Jean-Christophe Currit | Pascal Churin          |
| 1993  | David Derique         |                        | Jean-Philippe Rouxel   |
| 1994  | Gérald Bigot          | Nicolas Jalabert       |                        |
| 1995  | Stéphane Conan        |                        | Camille Coualan        |
| 1996  | David Delrieu         |                        |                        |
| 1997  | Christophe Thébault   |                        | Franck Trotel          |
| 1998  | Martial Locatelli     | Ludovic Turpin         |                        |
| 1999  | Stéphane Pétilleau    | Franck Renier          | Raphaël Jeune          |
| 2000  | Stéphane Pétilleau    | Frédéric Delalande     | Guillaume Judas        |
| 2001  | Arnaud Chauveau       | Yuriy Krivtsov         | Stéphane Cougé         |
| 2002  | Freddy Bichot         | Frédéric Lecrosnier    | Franck Champeymont     |
| 2003  | Sandro Güttinger      | Bastiaan Giling        | David Le Lay           |
| 2004  | Sébastien Duret       | Cyril Lemoine          | Jean-Luc Delpech       |
| 2005  | Aliaksandr Kuschynski | Andrey Pchelkin        | Stefano Boggia         |
| 2006  | Kōji Fukushima        | Markus Eichler         | Nicolas Rousseau       |
| 2007  | Nicolas Vogondy       | Bobbie Traksel         | Niels Albert           |
| 2008  | Freddy Bichot         | Franck Charrier        | Thomas Berkhout        |
| 2009  | Janek Tombak          | Rémi Cusin             | Lilian Jégou           |
| 2010  | Jérémie Galland       | Grégory Habeaux        | Guillaume Malle        |
| 2011  | Jimmy Casper          | Sébastien Turgot       | Steven Tronet          |
| 2012  | Laurent Pichon        | Nico Sijmens           | Alexandr Pliuschin     |
| 2013  | David Veilleux        | Marc Fournier          | Florian Vachon         |
| 2014  | Stéphane Rossetto     | Brice Feillu           | Mike Teunissen         |
| 2015  | Anthony Turgis        | Andrea Pasqualon       | Pierre-Luc Périchon    |
| 2016  | Bryan Coquard         | Anthony Delaplace      | Thomas Boudat          |
| 2017  | Mathieu van der Poel  | Johan Le Bon           | Clément Venturini      |
| 2018  | Mathieu van der Poel  | Romain Seigle          | Eli Iserbyt            |
| 2019  | Thibault Ferasse      | Mauricio Moreira       | Bryan Coquard          |
| 2021  | Arnaud Démare         | Philipp Walsleben      | Kristoffer Halvorsen   |
| 2022  | Benjamin Thomas       | Benoît Cosnefroy       | Alex Aranburu          |
| 2023  | Oier Lazkano          | Arnaud Démare          | Axel Zingle            |
| 2024  | Alberto Bettiol       | Benoît Cosnefroy       | Axel Zingle            |
| 2025  | Aaron Gate            | Pierre Latour          | Thibaud Gruel          |

## Statistiques

### Multiples vainqueurs
| Victoires | Coureur              | Pays     | Années             |
| --------- | -------------------- | -------- | ------------------ |
| 3         | Serge Coquelin       | France   | 1980, 1982 et 1984 |
| 2         | Philippe Dalibard    | France   | 1987 et 1989       |
| 2         | Stéphane Petilleau   | France   | 1999 et 2000       |
| 2         | Freddy Bichot        | France   | 2002 et 2008       |
| 2         | Mathieu van der Poel | Pays-Bas | 2017 et 2018       |

### Victoires par pays
| Victoires | Pays                                                                            |
| --------- | ------------------------------------------------------------------------------- |
| 39        | France                                                                          |
| 2         | Pays-Bas                                                                        |
| 1         | Biélorussie Canada Espagne Estonie Italie Japon Pologne Suisse Nouvelle-Zélande |